# Brighton Tickle Island
Brighton Tickle Island is een eiland van 0,76 km² in de Canadese provincie Newfoundland en Labrador. Brighton Tickle Island is een van de vele eilanden in Notre Dame Bay aan de noordkust van Newfoundland. Een gedeelte van het dorp Brighton is aan de westkust van het eiland gevestigd. 

## Ligging en bereikbaarheid
Brighton Tickle Island is via Route 380 verbonden met het veel grotere Triton Island. In het zuiden, langs waar de provinciale weg loopt, liggen beide eilanden amper 100 meter uit elkaar. Triton Island is via Route 380 zelf verbonden met Pilley's Island, een eiland dat op zijn beurt via die weg met Newfoundland verbonden is. Daardoor valt het eiland makkelijk via de weg te bereiken. 
Brighton Tickle Island heeft in het noordwesten daarenboven – eveneens via Route 380 – een wegverbinding met Cobbler Island, dat amper 70 meter verder westwaarts ligt en het grootste deel van het dorp Brighton herbergt.